# Canciones de Mi Padre
| Оценки критиков | Оценки критиков |
| Источник        | Оценка          |
| --------------- | --------------- |
| Allmusic        | [ 1 ]           |
| Rolling Stone   | [ 2 ]           |

Canciones de Mi Padre (Песни моего отца) — пятнадцатый студийный альбом американской певицы Линды Ронстадт, вышедший в 1987 году. Он стал первым в карьере певицы испаноязычным диском и получил премию Грэмми в категории Grammy Award for Best Mexican/Mexican-American Album.

## История
Альбом вышел 24 ноября 1987 года на лейблах Elektra Records и Rhino.
Эти песни были большой частью семейной традиции Ронстадтов и их музыкальных корней. Название Canciones De Mi Padre имеет отношение к брошюре, что Университет штата Аризона, опубликовал в 1946 году под авторством умершей тети Линды Ронстадт, которую звали Luisa Espinel и которая была международного значения певицей в 1920-е годы. Часть песен она слышала в детстве, когда к ним в гости приходил латиноамериканский певец и гитарист Eduardo «Lalo» Guerrero, отец музыки Чикано.
На церемонии 1989 года получил премию Грэмми (Grammy Award for Best Mexican/Mexican-American Album), умеренные отзывы музыкальных критиков и интернет-изданий, имел коммерческий успех и тираж в 2 млн копий платиновую сертификацию RIAA. Альбом занял позицию № 4 в чарте Top Latin Albums, в американском хит-параде Billboard 200 диск занял только 42-е место.

## Список композиций
Источник
| №   | Название                                              | Автор(ы)            | Длительность |
| --- | ----------------------------------------------------- | ------------------- | ------------ |
| 1.  | «Por Un Amor» (For a Love)                            | Gilberto Parra      | 2:56         |
| 2.  | «Los Laureles» (The Laurels)                          | José López          | 2:25         |
| 3.  | «Hay Unos Ojos» (There Are Some Eyes)                 | Rubén Fuentes       | 2:45         |
| 4.  | «La Cigarra» (The Cicada)                             | Ray Pérez y Soto    | 3:45         |
| 5.  | «Tú Sólo Tú» (You, Only You)                          | Felipe Valdez Leal  | 3:09         |
| 6.  | «Y Ándale» (Get on with It)                           | Minerva Elizondo    | 2:32         |
| 7.  | «Rogaciano El Huapanguero» (Rogatian The Huapanguero) | Valeriano Trejo     | 3:00         |
| 8.  | «La Charreada» (The Charreada)                        | Felipe Bermejo      | 3:49         |
| 9.  | «Dos Arbolitos» (Two Little Trees)                    | Chucho Martínez Gil | 2:34         |
| 10. | «Corrido De Cananea» (Ballad of Cananea)              | Rubén Fuentes       | 3:24         |
| 11. | «La Barca De Guaymas» (The Boat from Guaymas)         | Rubén Fuentes       | 3:25         |
| 12. | «La Calandria» (The Lark)                             | Nicandro Castillo   | 3:00         |
| 13. | «El Sol Que Tú Eres» (Sun That You Are)               | Daniel Valdez       | 2:57         |

## Участники записи
- Линда Ронстадт — вокал
- Michael J. Ronstadt — вокал (брат Линды)
- Danny Valdez — вокал, гитара
- Gilberto Puente — гитара
- Jorge Lopez — гитара
- Samuel Gutierrez- гитара
- Felipe Perez — скрипка
- Другие

## Чарты

### Альбом
| Год  | Чарт             | Позиция |
| ---- | ---------------- | ------- |
| 1987 | Top Latin Albums | 4       |
| 1987 | US Billboard 200 | 42      |